# Calvario-Ermita de Potríes
El calvario de Potríes, és un vía crucis que se ubica en la subida al montículo conocido como Els Tossalets de la localidad de Potríes, en cuya cima se sitúa la ermita del Santísimo Cristo de la Agonía. Está catalogada como Bien Inmueble de Etnología, junto con la ermita, a pesar de que ésta presenta a su vez una catalogación propia como Bien de Relevancia Local.
Forma parte de la Ruta Urbana de Potríes, como camino para la visita a la ermita.

## Historia y descripción
El calvario es el camino de subida a la Ermita del Cristo de la Agonía, con el que forma un conjunto. Este camino, como suele ser habitual en los calvarios está flanqueado por alrededor de 300 grandes cipreses (Cupressus sempervirens), algunos de ellos de más de 100 años.
Esta constituido por un conjunto de casalicios, construcciones hechas con ladrillo macizo, de base rectangular y unos dos metros de altura, con una hornacina en cuyo interior se coloca el retablo cerámico de una de las estaciones del vía crucis. Actualmente no todos los casalicios tienen el retablo con la estación correspondiente.
Estos casalicios se rematan con frontones con volutas coronados con una cruz, fabricados con arcilla cocida en los alfares de la familia Aznar de Potríes. El calvario es de finales del siglo XVIII, pudiéndose documentar que en 1799 se construyó una nueva caseta para albergar la imagen del Cristo, la cual sería el punto de arranque para la posterior construcción de la ermita entre 1854 y 1865. Durante la guerra civil se destruyeron los paneles cerámicos originales de este calvario, sustituyéndose para las celebraciones del centenario del Cristo en el año 1954 gracias al patrocinio de diversas familias devotas del pueblo.
A principios de la década de los años 20 del siglo XXI el estado de conservación del camino de subida a la ermita, y por ende del calvario, era lamentable. Esta situación llevó a solicitar desde el Ayuntamiento de la localidad ayudas para poder realizar la recuperación y puesta en valor del calvario. Es así como en el año 2022 la Generalitat Valenciana inicia un proceso de Consolidación y reintegración paisajística del Calvario de Potríes.
Este proyecto de restauración recuperó tanto el patrimonio cultural, como el arquitectónico, ambiental y paisajístico, de la zona en la que se realizaba. Además, se enmarcaba en un proyecto de recuperación paisajística de la localidad tras el desmantelamiento de una de las muchas fábricas de ladrillos en desuso.
Los responsables del proyecto fueron los arquitectos Tirso Ávila y Alberto Marco, el arqueólogo Miquel Rosselló Mesquida, y los historiadores Abel Soler y Rafael Jordà.

## Festividad
Durante el mes de agosto se celebran las Fiestas Mayores de Potríes, aunque antiguamente estas fiestas se celebraban en octubre. Durante las mismas, los vecinos del pueblo bajan en procesión por el camino del calvario las imágenes que se encuentran en la ermita, el Cristo de la Agonía y la Divina Pastora, acto conocido como Fiesta de la Bajada. Las imágenes permanecen en la iglesia parroquial hasta el último día de fiestas, en este día, nuevamente con una procesión, se vuelven a subir por el mismo camino hasta la ermita, este acto se le conoce como la Procesión de la Subida, o Fiesta de la Subida.
Pese a no estar acabada totalmente la obra, para las fiestas de agosto del año 2023, el Ayuntamiento de la población abrió de manera provisional el camino de acceso a la ermita para poder llevar a cabo esto actos de la Bajada y Subida de las imágenes.